# UFC Fight Night: Benavidez vs. Figueiredo
UFC Fight Night: Benavidez vs. Figueiredo (även UFC Fight Night 169 och UFC on ESPN+ 27) var en MMA-gala som arrangerades av UFC och ägde rum 29 februari 2020 i Norfolk, Virginia, USA.

## Bakgrund
En flugviktsmatch mellan Joseph Benavidez och Deiveson Figueiredo om den, efter att tidigare mästaren Henry Cejudo lämnat ifrån sig titeln för att fokusera enkom på bantamviktklassen, vakanta flugviktstiteln stod som huvudmatch.

### Ändringar
Vid invägningen visade nålen på 127,5 pund (57,8 kg) för Figueiredo, 2,5 pund över gränsen. Vilket innebar att endast Benavidez tävlade om bältet.
En welterviktsmatch mellan Alex Oliveira och Mickey Gall var planerad till galan, men 27 december 2019 ströks matchen av okänd anledning.
En match i lätt tungvikt mellan Tyson Pedro och Vinicius Moreira var planerad till galan, men Pedro drog sig ur tidigt januari på grund av en odefinierad skada. Eftersom Pedro drog sig ur strök UFC hela matchningen och Moreira från kortet.
I fjädervikt var Chas Skelly och Grant Dawson tänkta att mötas först vid UFC 246, men den matchen var Dawson tvungen att dra sig ur. Matchen flyttades till det här kortet. Nu var det den andre atletens tur att tvingas dra sig ur. 7 februari skadade sig Skelly på träning och drog sig ur. Han ersattes nu av UFC-debuterande, men erfarne atleten Darrick Minner.
Steven Peterson och Aalon Cruz var tänkta att mötas i fjädervikt. Peterson ströks från matchen av okänd anledning och ersattes av UFC-debutanten Spike Carlyle.
En match i lättvikt mellan Luis Peña och Alexander Muñoz var planerad, men 23 februari meddelades det att Muñoz tvingats dra sig ur på grund av skada. Han ersattes av Steve Garcia.

### Invägning
Vid invägningen streamad på Youtube vägde utövarna följande:
1. ↑  Figueiredo missade vikten med 3,5 pund och förlorar 30% av sin purse
2. ↑  Figueiredo missade vikten med 2,5 pund. Han förlorar 30% av sin purse och tävlar inte om titeln

## Resultat
1. ↑   Catchvikt 149,5 lb
2. ↑   Catchvikt 127,5 lb, Ingen titelmatch för Figueiredo

## Bonusar
Följande MMA-utövare fick bonusar om 50 000 USD vardera:
- Fight of the Night: Kyler Phillips vs. Gabriel Silva
- Performance of the Night: Megan Anderson och Jordan Griffin